# Парфёнов, Виктор Петрович
Ви́ктор Петро́вич Парфёнов (1903—1940) — советский офицер, участник советско-финской войны (1939—1940), Герой Советского Союза (1940, посмертно). Майор Рабоче-крестьянской Красной Армии.
Особо отличился в марте 1940 года в ходе советско-финской войны в боях за опорный пункт финской обороны — высоту «Чёрная» (ныне Суоярвский район Карелии). Погиб в бою 10 марта 1940 года.

## Биография
Родился в 1903 году в селе Старая Ерыкла (ныне — в Тереньгульском районе Ульяновской области) в семье рабочего. Окончил среднюю школу.
В 1923 году был призван на службу в Рабоче-крестьянскую Красную Армию; в 1926 году окончил Ульяновскую военную школу, в 1930 году — Ленинградские военно-политические курсы.
Участвовал в боях советско-финской войны 1939—1940 годов, будучи командиром 1-го батальона 37-го стрелкового полка 56-й стрелковой дивизии 8-й армии.
С 4 декабря 1939 года по 10 марта 1940 года на территории современного Суоярвского района Карелии развернулись тяжёлые бои: советские 56-я и 75-я стрелковые дивизии начали наступление на станцию Лоймола с целью выхода в тыл Питкярантской группировке финских войск и развития наступления на Сортавала. Им противостояли финские части 4-го армейского корпуса и группы Рясянена.
В районе 30-го километра шоссе Суоярви-Лоймола находился мощный опорный пункт финской обороны — высота «Чёрная» (гора Колла). В период с 4 по 10 марта 1940 года батальон Парфёнова вёл бои в районе озера Коллан-Ярви и высоты «Чёрная», нанеся финским войскам большие потери. В критические моменты Парфёнов лично поднимал своих бойцов в атаку.
10 марта 1940 года погиб в бою на сортавальском направлении. Похоронен на месте боёв.
Указом Президиума Верховного Совета СССР от 19 мая 1940 года за «образцовое выполнение боевых заданий командования на фронте борьбы с финской белогвардейщиной и проявленные при этом отвагу и геройство» майор Виктор Парфёнов посмертно был удостоен высокого звания Героя Советского Союза. Также был посмертно награждён орденом Ленина.
За мужество и отвагу, проявленные при штурме высоты «Чёрная», звание Героя Советского Союза также было присвоено лейтенанту А. А. Розке и красноармейцу В. И. Иванову (посмертно).
Бои в этом районе продолжались вплоть до окончания советско-финской войны. По мирному договору, заключённому 12 марта 1940 года, территория современного Суоярвского района отошла к СССР.

## Награды и звания
Советские государственные награды и звания:
- Герой Советского Союза (19 мая 1940, посмертно)[2];
- орден Ленина (19 мая 1940, посмертно);
- орден Красного Знамени (26 февраля 1940)[2];
- медали.